# Tyler Mason
Tyler Mason (ur. 15 stycznia 1995) – jamajski lekkoatleta specjalizujący się w biegu na 110 metrów przez płotki.
Podczas mistrzostw świata juniorów młodszych w 2011 zajął 6. miejsce w biegu na 110 metrów przez płotki. Srebrny medalista juniorskich mistrzostw Ameryki Środkowej i Karaibów (2012). Dwa lata później w Eugene został wicemistrzem świata juniorów. 
Złoty medalista CARIFTA Games.
Rekordy życiowe: bieg na 110 metrów przez płotki – 13,12 (8 lipca 2023, Kingston).

## Osiągnięcia
| Rok  | Impreza                                           | Miejsce         | Konkurencja                     | Pozycja    | Wynik |
| ---- | ------------------------------------------------- | --------------- | ------------------------------- | ---------- | ----- |
| 2011 | Mistrzostwa świata juniorów młodszych             | Lille Metropole | bieg na 110 metrów przez płotki | 6. miejsce | 13,74 |
| 2012 | Mistrzostwa Ameryki Środkowej i Karaibów juniorów | San Salvador    | bieg na 110 metrów przez płotki | 2. miejsce | 13,50 |
| 2014 | Mistrzostwa świata juniorów                       | Eugene          | bieg na 110 metrów przez płotki | 2. miejsce | 13,06 |
| 2015 | Igrzyska panamerykańskie                          | Toronto         | bieg na 110 metrów przez płotki | 7. miejsce | 13,69 |
| 2015 | Mistrzostwa NACAC                                 | San José        | bieg na 110 metrów przez płotki | 4. miejsce | 13,32 |
| 2016 | Młodzieżowe mistrzostwa NACAC                     | San Salvador    | bieg na 110 metrów przez płotki | 3. miejsce | 13,67 |
| 2024 | Halowe mistrzostwa świata                         | Glasgow         | bieg na 60 metrów przez płotki  | eliminacje | 7,86  |